# Partida da Monção (Almeida Júnior)
Partida da Monção é uma pintura a óleo sobre tela, datada de 1897, do pintor e desenhista brasileiro José Ferraz de Almeida Júnior, representante do naturalismo e realismo brasileiro.
Atualmente, a obra faz parte do acervo do Museu Paulista (também conhecido como Museu do Ipiranga), localizado na cidade de São Paulo. Suas dimensões são: 390 centímetros de altura por 640 centímetros de largura.
No quadro, temos a representação dos últimos instantes que antecedem a partida de uma expedição fluvial, também chamada de monção, em uma data indeterminada entre o final do século XVIII e o início do século XIX. A cena se passa no Porto de Araritaguaba (atual Porto Feliz, no interior de São Paulo), às margens do Rio Tietê. O destino dessa expedição seria o município de Cuiabá, no Mato Grosso.

## Descrição

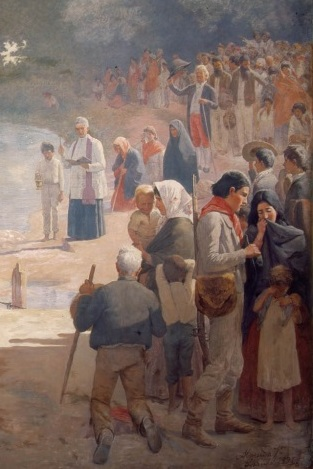
Canto direito da pintura de Almeida Júnior.

A cena retratada acontece à luz do dia. Dois grupos de dezenas de personagens estão dispostos separadamente nos extremos da tela. No grupo à direita, no plano intermediário, encontramos um sacerdote em destaque (possivelmente o retrato do padre Miguel Correa Pacheco, que foi um dos primeiros incentivadores da arte de Almeida Júnior). Ele aparenta ter idade avançada. Usa uma batina branca na parte de cima do corpo e vestes pretas da cintura para baixo. Ao redor de seu pescoço, está disposta uma estola cor-de-rosa. Na sua mão esquerda, dobrada à frente do corpo, ele carrega um livro, para o qual volta o seu rosto, enquanto o lê. Já na sua mão direita, segura um asperge (também chamado de aspersório) dourado. Ao seu redor, ainda no mesmo plano, vemos homens, mulheres e crianças acompanhando a cerimônia. Muitos de seus rostos, no entanto, não possuem feições nítidas.
Ainda do lado direito da tela, está em destaque um pequeno grupo de pessoas. Entre elas, um homem de cabelos brancos ajoelhado sobre a terra, que olha para o padre com o corpo de costas ao observador. Ao mesmo tempo, uma mulher, que usa roupas escuras e um lenço claro na cabeça, carrega uma criança no colo enquanto observa, com feição atenta, o que acontece do lado oposto da tela. Uma segunda criança está de pé ao seu lado, com o corpo virado para ela. Perto delas, um homem e uma mulher parecem conversar, enquanto outra criança, de pé entre eles, leva as mãos ao rosto e chora.

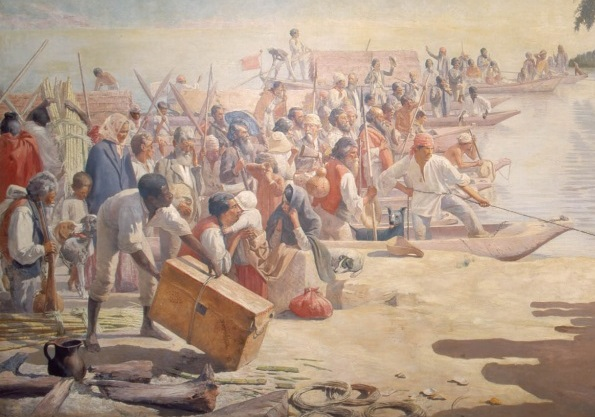
Canto esquerdo da pintura de Almeida Júnior.

No lado esquerdo do quadro, num contínuo decrescente que acompanha a margem do rio, temos os “monçoeiros”. A maior parte deles, já dentro de suas canoas, observa o pároco. Um homem em particular, que tem um de seus pés apoiado sobre a borda de sua canoa, parece puxar uma corda que a mantém presa à terra, indicando que está prestes partir. Ainda sobre a margem, na parte intermediária, vemos um homem agachado abraçar uma criança, como em uma despedida. Ao seu lado, uma mulher de vestes cinzas e brancas observa os dois. Atrás deles, misturado em meio às demais pessoas, vemos um homem de chapéu azul e barba cheia. Ele é possivelmente um bandeirante.
Enquanto isso, no primeiro plano, um homem negro com vestes simples (provavelmente um escravo) encontra-se com o tronco voltado para frente, tirando do chão uma grande caixa de madeira. Seu rosto também está voltado para o sacerdote, como se o observasse. Atrás dele, outro homem negro, de costas ao espectador, carrega um monte de feno. Aos seus pés, vemos uma jarra de barro que está disposta entre estacas de madeira espalhadas pelo chão. Vale destacar ainda que, distribuídos entre os personagens do quadro, existem alguns cachorros.
Por fim, ao fundo da tela, vemos uma paisagem que, à direita, configura-se como uma mata ribeirinha, com folhagens cheias, de coloração verde-escura. Já à esquerda, o cenário constitui-se de um rio e um horizonte enevoado. Na parte mais alta, contornos de montanhas ao longe se destacam em meio à coloração esbranquiçada do céu.

## Leituras

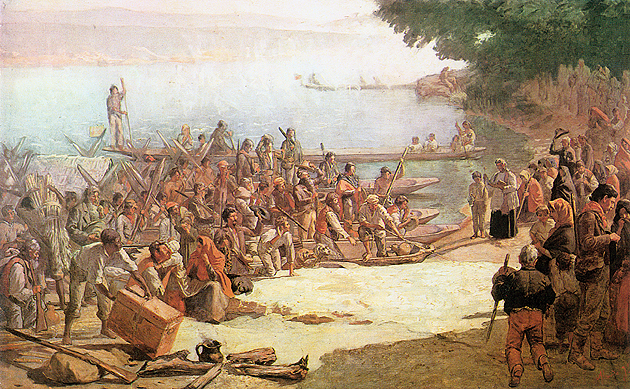
Estudo do quadro.

Segundo o professor Percival Tirapelli, da Universidade Estadual Paulista (UNESP), Partida da Monção faz uma análise dos tipos brasileiros republicanos: o negro, o caipira e o bandeirante (ainda que este último não seja facilmente encontrado na tela). Isso faz dela uma obra histórica e humana, mas não heroica, uma vez que, segundo ele, mostra "a ação humana com todos os seus percalços". Nesse sentido, Tirapelli afirma que a luminosidade da tela mostra uma luz de esperançae de construção de uma nação ou um país. Não por acaso, o primeiro biógrafo de Almeida Júnior, Gastão Pereira da Silva, nos mostra que, nos discursos a partir de 1940, o "povo brasileiro" lentamente passa a substituir o bandeirante nas avaliações da obra.
Já o professor Emerson Dionisio Gomes de Oliveira destaca a forma como a igreja é retratada no quadro, através do religioso que abençoa a expedição com gestos contidos, em favor da unidade do conjunto (em vez de fazê-lo cenicamente, com gestos solenes de consagração, como geralmente são retratadas ações desse tipo em pinturas históricas). Segundo ele, na obra:
| “ | Todos agem como se movidos por uma força ordenadora, calma, mas impossível de ser medida, o que, para o pintor, poderia ser marca do destino a ser enfrentado. | ” |

Esse destino, diz o professor, seria o Rio Tietê, elemento fundamental na formação da paisagem e na composição da obra.

## Influências artísticas
Para a professora Maria Cecília França Lourenço, da Faculdade de Arquitetura e Urbanismo da Universidade de São Paulo (FAU-USP), as técnicas artísticas de Almeida Júnior em Partida da Monção comprovam que o pintor (que estudou na École National Supérieure des Beaux-Arts, na França, de 1876 a 1882) não se protegeu deliberadamente dos estrangeirismos, como defende a visão dos modernistas. Segundo ela, as cores aquareladas de quadros como Partida da monção não eram adotadas por outros pintores brasileiros.
Lourenço afirma ainda que Almeida Júnior buscou manter a claridade das telas e evitar o sobreacabamento, uma aparência lisa que oculta a pincelada. O efeito sem brilho, também presente em Partida da Monção, era comumente usado na pintura mural e na decorativa, predominantes na Europa, e das quais o estilo de Almeida Júnior teria se aproximado.

## Inspirações
Almeida Júnior não retirou a cena retratada em Partida da Monção exclusivamente de sua imaginação. O artista sofreu influência de esboços de Hercules Florence e Adriano Taunay, dois desenhistas que participaram de uma expedição científica organizada pelo Barão Georg Heinrich von Langsdorff entre 1825 e 1829, e que nesse período percorreram o interior de várias províncias do país. São eles: Benção das Canoas, de Florence, e A Partida de Porto Feliz, de Taunay (ambos datados de 1826). Tais inspirações foram fundamentais para garantir ao trabalho de Almeida Júnior a confiança por sua fidelidade histórica (comprovada posteriormente a partir da sua comparação com outros documentos-testemunho produzidos durante a expedição Langsdorff, como ficou conhecida).
O estudo para Partida da Monção produzido em óleo sobre tela por Almeida Júnior foi transferido, em 1997, do Palácio dos Bandeirantes, em São Paulo, para o acervo da Pinacoteca do Estado de São Paulo, onde permanece até hoje. Suas dimensões são: 73 centímetros de altura por 120 centímetros de largura.

## Importância
Os três trabalhos anteriormente citados (Partida da Monção, de Almeida Júnior; Benção das Canoas, de Hercules Florence e A Partida de Porto Feliz, de Adriano Taunay) têm tamanha importância dentro do conjunto de representações artísticas de monções, que estão reproduzidos, juntos, em três gravuras em bronze que fazem parte do chamado Monumento às Monções, uma grande escultura do artista italiano Amedeo Zani inaugurada em 1920 no município de Porto Feliz, em São Paulo.

## Contexto

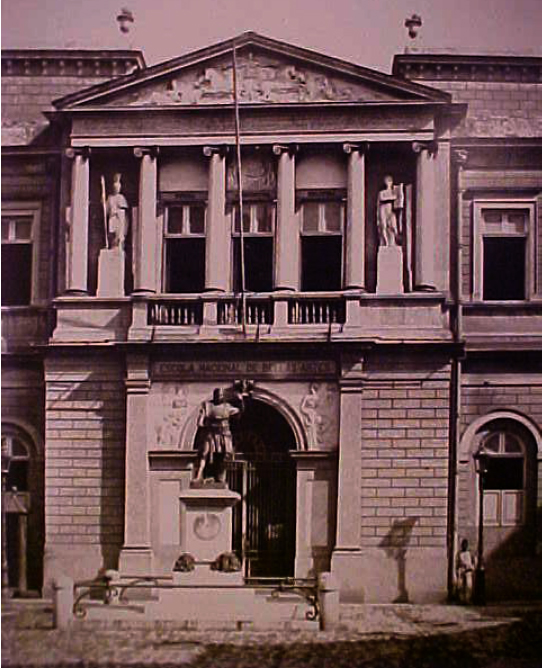
Pórtico da Academia Imperial à antiga Travessa do Sacramento (fotografia de Marc Ferrez, 1891). Serve hoje como pórtico do Jardim Botânico do Rio de Janeiro.

Depois da Proclamação da República do Brasil em 1889, muitos artistas brasileiros passaram a se dedicar à representação de narrativas históricas, retratando em suas obras episódios e personagens específicos da história nacional. Almeida Júnior, no entanto, colaborou muito pouco a essa modalidade artística, embora tenha se formado em pintura histórica na Academia Imperial de Belas Artes, em 1874. Partida da Monção é sua única obra que se encaixa em tal categoria.
Para compreender o contexto da produção deste quadro, é preciso ter em mente que, na última década do século XIX, houve um descompasso entre o poder político e econômico do Estado brasileiro e sua capacidade de influenciar na escrita e na simbologia da história nacional. Por essa razão, foi preciso certo esforço para criar uma rede institucional que tivesse como objetivo dar novo significado à história e ao prestígio paulista. A produção de Partida da Monção foi parte desse esforço.
O quadro foi uma encomenda "indireta" do Estado. A ideia nasceu de Cesário Motta Júnior (médico, estudioso e republicano natural de Porto Feliz, além de presidente-fundador do Instituto Histórico e Geográfico de São Paulo, criado em 1894), que pretendia usar a pintura para difundir o legado paulista como fator de destaque dentro da narrativa oficial da história brasileira, principalmente através da valorização do mito bandeirante. Nesse sentido, além de homenagear os "desbravadores do território brasileiro", foi papel da obra exaltar a terra natal de Motta Júnior como "marco" histórico, de forma fortalecer seu papel político.

## Recepção
A pintura Partida da Monção de Almeida Júnior esteve em exposição pela primeira vez na IV Exposição Geral de Belas Artes, que aconteceu em 1897, na rua Paredão (atual rua Xavier de Toledo), no município de São Paulo.
Apenas em 1899, uma lei estadual aprovada pela Câmara dos Deputados autorizou a compra da obra. No entanto, com a morte prematura do artista em novembro do mesmo ano, a transferência do quadro para o Museu Paulista foi adiada em quase dois anos, até agosto de 1901. Segundo o decreto n° 934 da Assembleia Legislativa do Estado de São Paulo, datado de 26 de agosto de 1901, a obra foi avaliada em trinta contos de réis. Considerando que 1 conto de réis (ou mil mirréis) corresponde a 123 mil reais, o valor corresponde atualmente (2017) à quantia de 3 milhões e 690 mil reais.
Em 1905, a pintura foi transferida do acervo do Museu Paulista para compor a coleção inicial da Pinacoteca do Estado de São Paulo. No entanto, em 1929 (ou seja, 24 anos depois), ela foi recuperada por Afonso d'Escragnolle Taunay (diretor do Museu Paulista na época, engenheiro e historiador) para integrar uma sala dedicada exclusivamente às monções dentro do próprio museu.